# 东凤街道
东凤街道是中华人民共和国吉林省通化市辉南县下辖的一个街道办事处。

## 行政区划
东凤街道下辖以下村级行政区划单位：
兴工社区、御龙社区、泰和社区、东街社区、城南社区、东凤村、城东村、朝阳村、新桐村。